# Santilly (Saône-et-Loire)
Santilly település Franciaországban, Saône-et-Loire megyében. Lakosainak száma 148 fő (2022. január 1.). Santilly Saint-Boil, La Chapelle-de-Bragny, Messey-sur-Grosne, Saint-Gengoux-le-National és Sercy községekkel határos.

## Népesség
A település népessége az elmúlt években az alábbi módon változott:
| Lakosok száma | 143  | 138  | 141  | 133  | 133  | 132  | 132  | 140  | 148  |
|               | 2013 | 2015 | 2016 | 2017 | 2018 | 2019 | 2020 | 2021 | 2022 |